# 查爾斯·豪伊

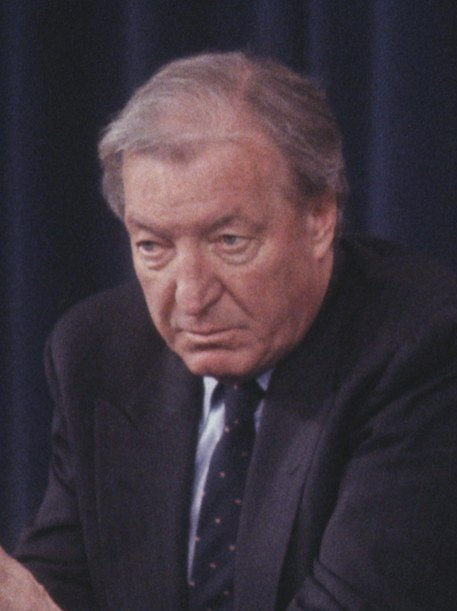
查爾斯·豪伊，1990年

查爾斯·詹姆斯·豪伊（1925年9月16日—2006年6月13日），愛爾蘭政治家，愛爾蘭共和黨領袖，曾任愛爾蘭衛生和社會福利部長，（1977-1979年），財政部長（1966-1970年）（1964-1966年），農業部長和司法部長（1961-1964），也擔任過愛爾蘭總理。

## 貪污醜聞
愛爾蘭高等法院法官邁克爾·莫里亞蒂從1997年開始調查爾斯·豪伊來源不明的秘密財產。莫里亞蒂調查團在2011年發表最終報告，指控豪伊生前確曾犯下受賄、以權謀私等罪行。

## 家庭
香港奧運女泳手何詩蓓是豪伊的侄孫女。